# Luca Spiegel
Luca Spiegel (né le 23 avril 2004 à Mannheim) est un coureur cycliste allemand, spécialiste des épreuves de vitesse sur piste.

## Biographie

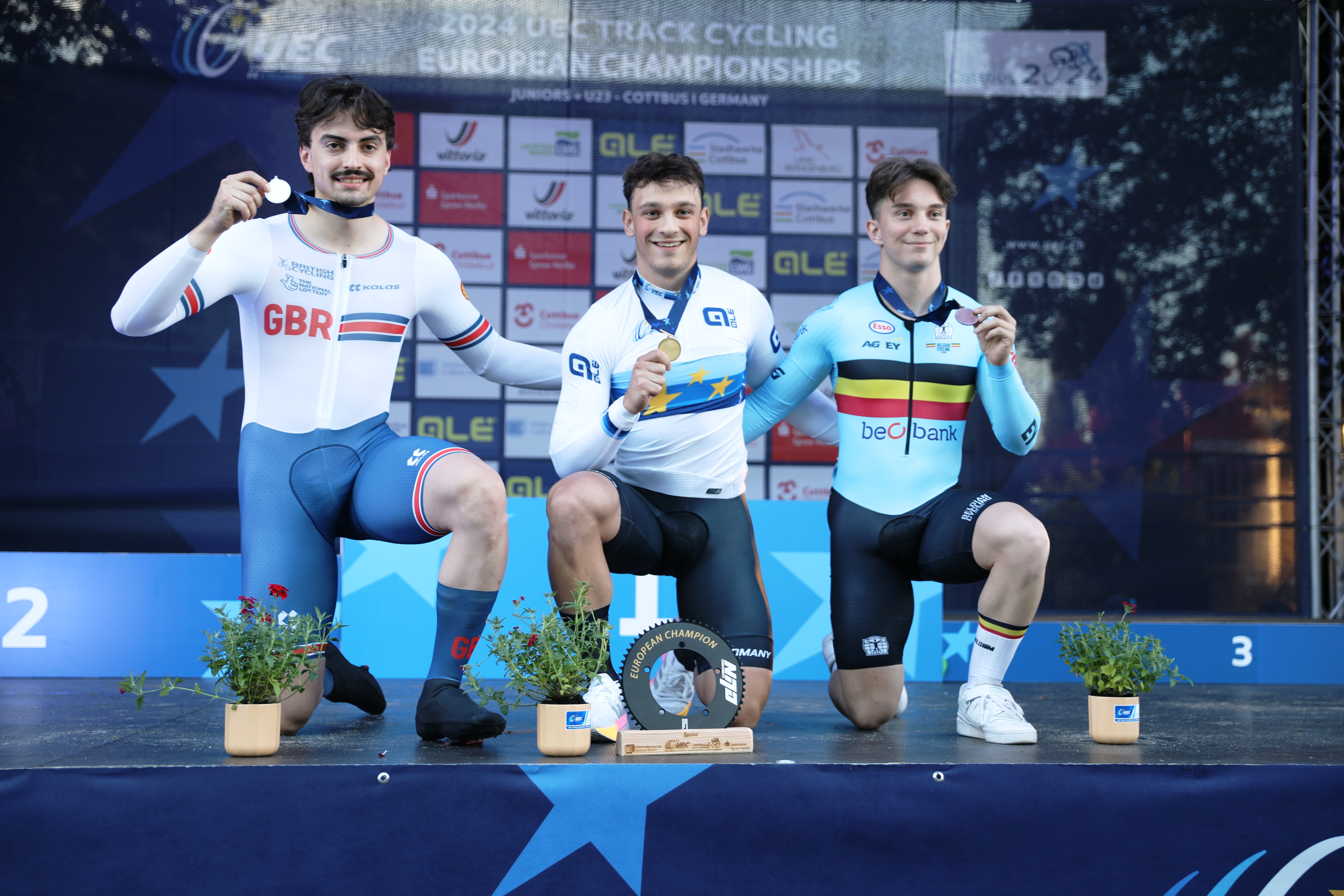
Spiegel (au centre) après son titre de champion d'Europe de vitesse espoirs à Cottbus en 2024.

Luca Spiegel a cinq frères et sœurs et est actif dans le cyclisme depuis 2017. Avant cela, il joue au football, au tennis et pratique l'escalade. Après qu'un proche lui ait laissé un vieux vélo de course, il découvre sa passion pour le cyclisme, notamment sur piste. Jusqu'à ce qu'il obtienne son diplôme d'études secondaires en 2023, il fréquente le Lycée Heinrich-Heine de Kaiserslautern, une école de sport d'élite, où il est entrainé par Frank Ziegler. 
En juillet 2021, Spiegel devient champion d'Allemagne de vitesse par équipes juniors (moins de 19 ans) avec Henric Hackmann et Torben Osterheld. Avec Willy Weinrich et Paul Groß, il remporte l'argent aux championnats d'Europe et du monde juniors en 2021. En 2022, il est champion d'Europe de vitesse par équipes juniors avec Torben Osterheld et Danny-Luca Werner. Aux mondiaux juniors de la même année, il décroche l'argent en vitesse par équipes et le bronze en vitesse individuelle.
En février 2023, il participe à ses premiers championnats d'Europe sur piste chez les élites à Granges, en Suisse. Il est appelé en remplacement de Stefan Bötticher, forfait sur maladie. Avec Marc Jurczyk et Maximilian Dörnbach, il prend la quatrième place de la vitesse par équipes. Plus tard dans l'année, il est médaillé de bronze de la vitesse par équipes aux championnats d'Europe espoirs (moins de 23 ans).
En 2024, il devient à domicile, à Cottbus, champion d'Europe de vitesse espoirs. Aux Jeux olympiques de Paris en 2024, Spiegel termine sixième de la vitesse par équipes, neuvième du keirin et est éliminé lors du repêchage du premier tour de la vitesse individuelle.

## Vie privée
Depuis 2024, Luca Spiegel est en couple avec la cycliste irlandaise Lara Gillespie.

## Palmarès

### Jeux olympiques
- Paris 2024
  - 6e de la vitesse par équipes
  - 9e du keirin
  - 18e de la vitesse individuelle

### Championnats du monde
| Édition / Épreuve       | Keirin | Vitesse individuelle | Vitesse par équipes |
| Le Caire 2021 (juniors) |        |                      | Argent              |
| Tel Aviv 2022 (juniors) |        | Bronze               | Argent              |
| Glasgow 2023            |        |                      | 5e                  |
| Ballerup 2024           | 19e    | 18e                  | 7e                  |

### Championnats d'Europe
| Édition / Épreuve        | Vitesse individuelle | Vitesse par équipes |
| Apeldoorn 2021 (juniors) |                      | Argent              |
| Anadia 2022 (juniors)    |                      | Or                  |
| Granges 2023             |                      | 4e                  |
| Anadia 2023 (espoirs)    |                      | Bronze              |
| Cottbus 2024 (espoirs)   | Or                   |                     |

### Championnats d'Allemagne
- 2021
  -  Champion d'Allemagne de vitesse par équipes juniors
- 2023
  - 3e de la vitesse par équipes
- 2024
  -  Champion d'Allemagne de vitesse
- 2025
  -  Champion d'Allemagne de vitesse par équipes